# Limnellia lactea
Limnellia lactea är en tvåvingeart som beskrevs av Wayne N. Mathis 1978. Limnellia lactea ingår i släktet Limnellia och familjen vattenflugor.
Artens utbredningsområde är Arizona. Inga underarter finns listade i Catalogue of Life.